# Cargo-Partner
Die cargo-partner GmbH ist ein österreichisches Logistik-Unternehmen mit Sitz in Fischamend.
Das privat geführte Unternehmen begann 1983 mit fünf Mitarbeitern am Wiener Flughafen. Heute arbeiten 4000 Mitarbeiter in 40 Ländern für cargo-partner. 2021 gehörte nach Erhebung durch Armstrong & Associates cargo-partner zu den 25 größten Luftfrachtspediteuren der Welt. Der Inhaber und Gründer Stefan Krauter verkauft 2023 cargo-partner an die japanische Nippon Express.